# Justus Georg Schottelius
Justus Georg Schottelius/Schottel (ur. 23 czerwca 1612 w Einbeck (Dolna Saksonia), zm. 25 października 1676 w Wolfenbüttel) – najważniejszy gramatyk niemiecki w XVII wieku; purysta językowy, poeta, autor wierszy okolicznościowych i utworów scenicznych.

## Życiorys
Uczęszczał do szkoły w rodzinnym mieście. Po śmierci ojca, ewangelickiego pastora, zaczął w wieku 17 lat zarabiać, udzielając korepetycji, żeby podjąć naukę w gimnazjum w Hildesheim. Studiował na kilku uniwersytetach, m.in. w Lejdzie, w Lipsku i Wittenberdze. W 1638 roku przeprowadził się do Brunszwiku (Braunschweig), gdzie był guwernerem w rodzinie patrycjuszy, a następnie na dworze księcia Augusta w Wolfenbüttel, pełnił tam również rolę nadwornego poety. Sprawował ponadto kilka innych ważnych funkcji, był m.in. kanonikiem kapituły, radcą kancelarii dworskiej. 1646 został doktorem praw na uniwersytecie w Helmstedt. Od 1644 mieszkał w Wolfenbüttel

## Twórczość
Twierdził, że język niemiecki należy obok łaciny, greki i języka hebrajskiego do najstarszych głównych języków (Hauptsprachen) świata. Głosił istnienie w języku niemieckim tzw. wyrazów rdzennych (Stammwörter), które poprzez derywację i kompozycję pozwalają na nieograniczone tworzenie nowych wyrazów. Do tej teorii nawiązywali w swoich pracach leksykograficznych późniejsi XVIII-wieczni leksykografowie.
Dążył do unormowania języka niemieckiego pod względem pisowni i gramatyki. Uważał, że język ogólny powinien być ponadregionalny. Unormowanie języka niemieckiego powinno opierać się nie na dialektach, a na języku warstw wykształconych.
Schottel głosił potrzebę czystości języka ojczystego i jako aktywny członek (od r. 1642) Towarzystwa Owocodajnego (Die Fruchtbringende Gesellschaft) z przydomkiem „Der Suchende” („Poszukujący”) zastępował wyrazy obce wyrazami rodzimymi. Jego zniemczenia dotyczyły głównie terminologii gramatycznej, jak: Abwandlung (Deklination), Mehrzahl (Plural), Geschlecht (Genus), Zahlwort (Numerale), Zeitwörter (Verben), a także nieudane: Vornennwörter (Pronomina), Vorwörter (Präpositionen), Ergrößerung (Komparation). W duchu patriotyzmu językowego uważał, że kondycja moralna narodu zależy od języka. W zbiorze wierszy Fruchtbringender Lustgarten (1647) ostrzega przed zagrożeniami ze strony „grasującej cudzoziemszczyzny”, która może zmienić obyczaje i mentalność narodu. W roku 1646 przystępuje też do stowarzyszenia Pegnesischer Blumenorden.
Jego dwa główne dzieła to: Deutsche Sprachkunst (1641) i Ausführliche Arbeit von der teutschen HaubtSprache (1663). Ta druga praca liczy 1500 stron i podzielona jest na pięć części: 1. Pochwała języka niemieckiego jako języka głównego 2. Słowotwórstwo, fleksja, pisownia 3. Składnia 4. Tworzenie utworów wierszowanych 5. Siedem traktatów.
W tejże pracy dołącza listę 51 wyrazów obcych, które jego zdaniem, nie wymagają zniemczenia, m.in.: Poet, Doctor, Fakultet, Philosophey, Melodey, Proceß, Parlament, Element.
Schottelius zapoczątkował systematyczne badania nad językiem niemieckim. Do rozpowszechnienia jego poglądów przyczynił się w sposób istotny Johann Bödiker, autor przeznaczonej dla szkół gramatyki z roku 1690.

## Życie prywatne
W roku 1646 zawiera ślub z Margaret Cleve, która rok później umiera przy porodzie. W 1649 jego żoną zostaje córka adwokata Anna Maria Sobbe.